# Instytut Francuski w Warszawie

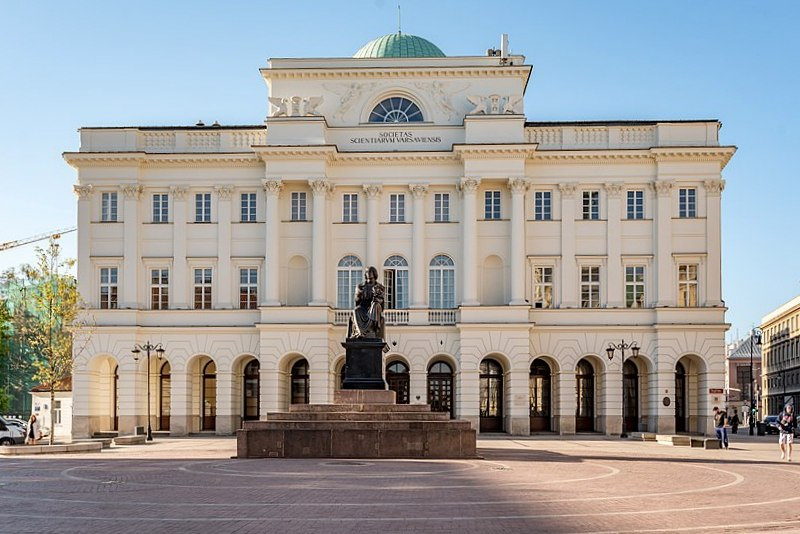
Dawna siedziba Instytutu Francuskiego w Pałacu Staszica przy ul. Nowy Świat 72-74 (1925−1939)

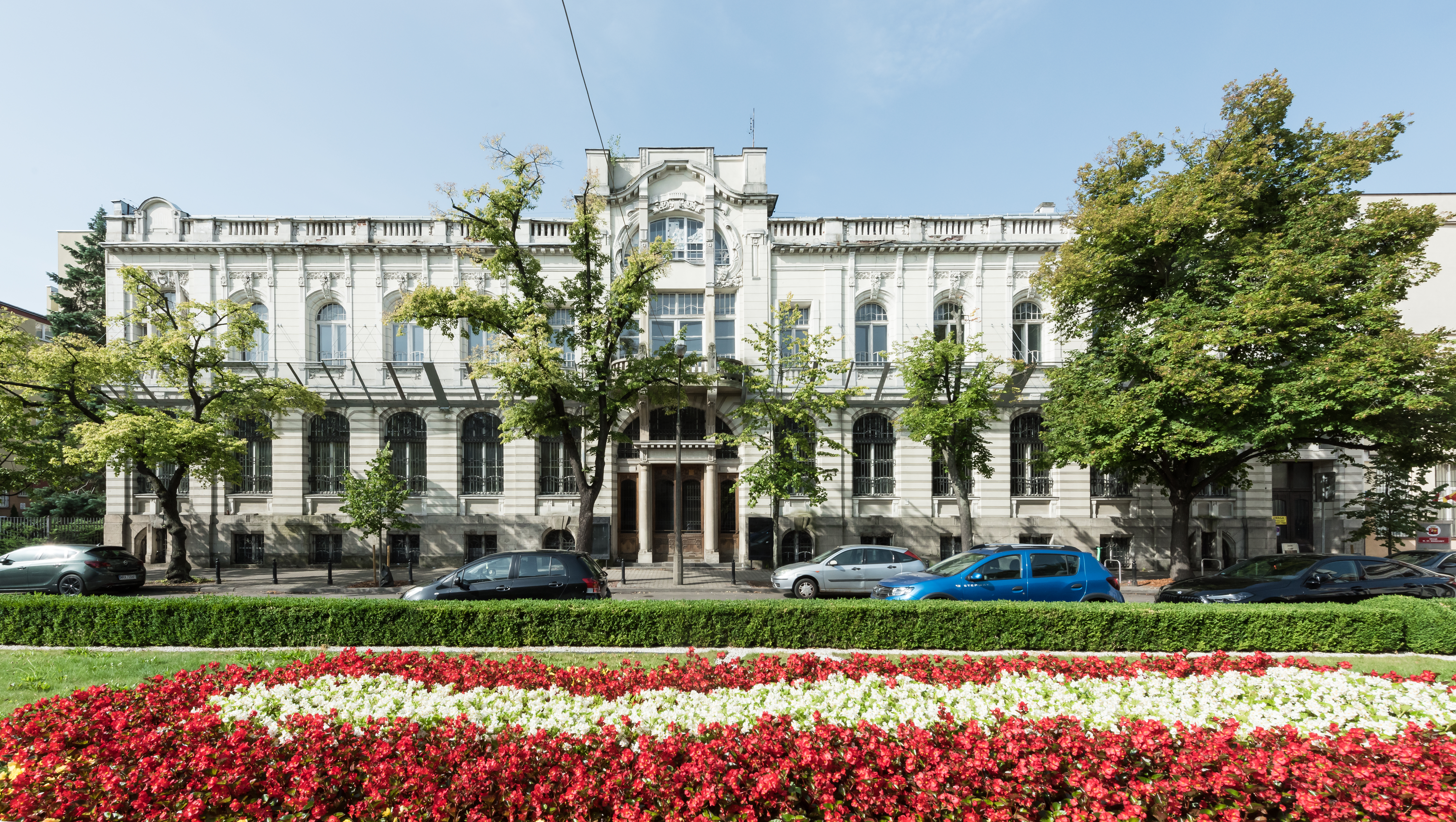
Dawna siedziba Instytutu Francuskiego w gmachu Domu Bankowego Wilhelma Landaua w Warszawie przy ul. Senatorskiej 38 (1994−2009)

Instytut Francuski w Polsce, oddział w Warszawie (Institut français de Pologne, antenne de Varsovie) – francuska instytucja kulturalna, utworzona w 1925 przez władze Uniwersytetu Paryskiego z inicjatywy Stowarzyszenia Francja-Polska w Paryżu. Jego działalność została przerwana przez wybuch drugiej wojny światowej. Ponownie otwarty w 1946, został zawieszony na skutek zimnej wojny, na początku 1950, kiedy wydalono z kraju francuskich profesorów związanych z Instytutem.
W 1967, w następstwie wizyty generała de Gaulle’a, prezydenta Republiki Francuskiej został ponownie otwarty jako Czytelnia francuska w Warszawie. W 1979 powrócił do pierwotnej nazwy - Instytut Francuski.
Instytut posiada status placówki rządu francuskiego, podlegającej francuskiemu ministerstwu spraw zagranicznych i jest kierowany przez radcę ds. współpracy kulturalnej Ambasady Francji w Polsce.
Zadaniem Instytutu Francuskiego jest rozpowszechnianie i popularyzacja kultury francuskiej w Polsce, rozwój i wymiana kulturowa między dwoma krajami oraz promowanie wizerunku francuskiej sceny artystycznej i kulturalnej, prestiżowej oraz zarazem nowoczesnej i otwartej na inne wpływy.
Instytuty Francuskie w Krakowie i Warszawie współpracują z siecią ośrodków Alliance Française w Polsce, która zrzesza 16 struktur lokalnych:
1. Białystok przy Uniwersytecie w Białymstoku[2]
2. Bydgoszcz, przy Uniwersytecie Kazimierza Wielkiego w Bydgoszczy[3]
3. Gdańsk[4]
4. Gorzów Wielkopolski, przy Wojewódzkiej i Miejskiej Bibliotece Publicznej w Gorzowie[5]
5. Katowice[6]
6. Łódź, przy Uniwersytecie Łódzkim[7]
7. Łódź Manufaktura[8]
8. Lublin[9]
9. Opole, przy Uniwersytecie Opolskim[10]
10. Poznań, przy Uniwersytecie im. Adama Mickiewicza[11]
11. Rybnik, przy Powiatowej i Miejskiej Bibliotece Publicznej[12]
12. Rzeszów, przy Politechnice Rzeszowskiej[13]
13. Szczecin, przy Uniwersytecie Szczecińskim[14]
14. Toruń, przy Uniwersytecie Mikołaja Kopernika[15]
15. Wałbrzych, przy Dolnośląskim Ośrodku Doskonalenia Nauczycieli, Filii w Wałbrzychu[16]
16. Wrocław[17]

Instytut Francuski oferuje słuchaczom kursy języka francuskiego, przygotowując do egzaminów poświadczających znajomość języka francuskiego jako języka obcego: TCF, DELF, DALF, oraz dyplomów z języka francuskiego zawodowego (Diplômes de français professionnel - DFP), a także do egzaminów prowadzonych przez Paryską Izbę Handlowo-Przemysłową.

## Dyrektorzy Instytutu Francuskiego
- Henri Mazeaud 1924-1939
- Pierre Francaster 1945
- Jean Bourilly, attaché kulturalny, dyrektor tytularny Instytutu Francuskiego (1957 - 1959)
- Michel Foucault (Dyrektor Ośrodka Kultury Francuskiej UW od 1958 do 1959)
- Henri Ehret, radca kulturalny, dyrektor tytularny Instytutu Francuskiego (1959 - 1962)
- Pierre Arnaud (dyrektor Ośrodka Kultury Francuskiej UW)
- Daniel Simonin (dyrektor Ośrodka Kultury Francuskiej UW)
- Jean Soller
- Jean-Paul Couchoud
- Georges Heiser (1977-1981)
- Jean Collomb (1981-1985)
- Pierre Conte (1985-1990)
- Claude Lesbats (1990-1997)
- Patrick Penot (1997-2001)
- Marc Nouschi (2001-2005)
- Stéphane Crouzat (2005-2008)
- Gilles Carasso (2008-2011)
- Fabienne Drout-Lozinski (2011-2014)[18]
- Stanislas Pierret (2014-2018)
- Georges Diener (2018-2022)
- Audelin Chappuis (2022- )

## Siedziba
Usytuowany w latach 1925-1939 w Pałacu Staszica przy ul. Nowy Świat 72, Instytut Francuski tuż po wojnie mieścił się w odbudowanym skrzydle domu w Al. Jerozolimskich 32, po wznowieniu działalności w latach 1967-1968 w al. Wyzwolenia 14, a w latach 70., 80. i 90. (1990) przy ul. Świętokrzyskiej 36. Połączony z utworzonym na fali przemian politycznych i społecznych z Francuskim Ośrodkiem Kształcenia i Informacji Kadr (CEFFIC), od 1994 do września 2009 Instytut Francuski miał siedzibę w budynku dawnego Banku Landaua przy ul. Senatorskiej 38. Od 28 września 2009 Instytut znajduje się przy ul. Widok 12.